# Dongxing (köpinghuvudort i Kina, Jiangsu Sheng, lat 31,98, long 120,16)
Dongxing är en köpinghuvudort i Kina. Den ligger i provinsen Jiangsu, i den östra delen av landet, omkring 130 kilometer öster om provinshuvudstaden Nanjing. Antalet invånare är 32 329. Befolkningen består av 16 018 kvinnor och 16 311 män. Barn under 15 år utgör 11,0 %, vuxna 15-64 år 75 %, och äldre över 65 år 13,0 %.
Runt Dongxing är det mycket tätbefolkat, med 1 754 invånare per kvadratkilometer. Närmaste större samhälle är Jiangyin, 12,4 km sydost om Dongxing. Trakten runt Dongxing består till största delen av jordbruksmark.
Genomsnittlig årsnederbörd är 1 390 millimeter. Den regnigaste månaden är juli, med i genomsnitt 250 mm nederbörd, och den torraste är januari, med 38 mm nederbörd.